# Márton Homonnai
Márton Homonnai   (Budapest, 5 de febrer de 1906 - Buenos Aires, 15 d'octubre de 1969), també conegut com a Márton Hlavacsek, va ser un waterpolista hongarès que va competir durant les dècades de 1920 i 1930. Era germà de Lajos Homonnai i pare de Katalin Szöcke.
El 1924 va prendre part en els Jocs Olímpics de París, on fou cinquè en la competició de waterpolo. Quatre anys més tard, als Jocs d'Amsterdam, va guanyar la medalla de plata en la competició de waterpolo i el 1932, als Jocs de Los Angeles, guanyà la medalla d'or. Als Jocs de Berlín de 1936 revalidà la medalla d'or. En el seu palmarès també destaquen dues lligues hongareses de waterpolo i quatre campionats d'Europa (1926, 1927, 1931, 1934). En retirar-se va ser entrenador, àrbitre i dirigent esportiu.
Durant la Segona Guerra Mundial fou membre del partit feixista Creu Fletxada, cosa que li va suposar una condemna a mort en absència per crims de guerra. Homonnai va fugir al Brasil i a l'Argentina, on va morir el 1969. El 1971 fou incorporat a l'International Swimming Hall of Fame.